# Alfred Grünewald
Alfred Grünewald (* 17. März 1884 in Wien; † 9. September 1942 in Auschwitz) war ein österreichischer Schriftsteller.

## Leben
Alfred Grünewald war der Sohn eines Kaufmanns. Er absolvierte die Fakultät für Bauingenieurwesen und Architektur an der Technischen Hochschule Wien. Zunächst war er als Architekt und Mitarbeiter von Adolf Loos tätig, anschließend lebte er als freier Schriftsteller in Wien. Grünewald stand dem Expressionismus nahe.
Am 11. März 1938, dem Vorabend des Einmarsches der Nationalsozialisten in Österreich, unternahm Grünewald einen Selbstmordversuch (Grünewald war Jude und homosexuell). Nach den Novemberpogromen wurde er am 14. November 1938 in das KZ Dachau verbracht, im Januar 1939 allerdings wieder entlassen. Er floh über die Schweiz nach Südfrankreich; nach Kriegsausbruch wurde er in der Fort-Carré in Antibes und im Lager Les Milles interniert, bis zum Spätsommer 1942 lebte er in Nizza. Dort wurde er von der Polizei des Vichy-Regimes festgenommen und an die SS ausgeliefert. In Auschwitz wurde er am 9. September 1942 ermordet.

## Werke

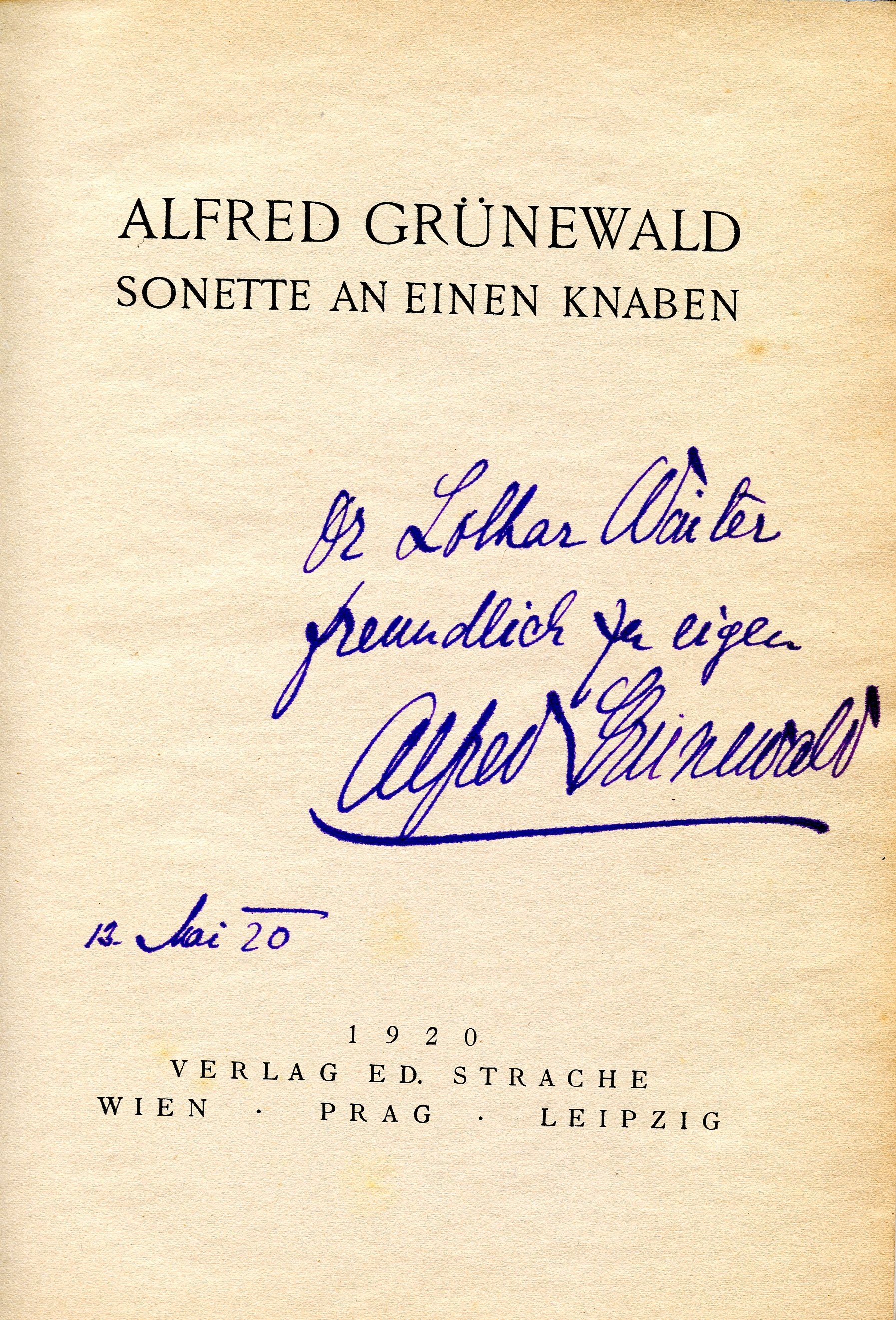
Sonette an einen Knaben, 1920. Mit einer Widmung des Autors

Sein Werk umfasst vor allem Gedichtbände und Dramen.
- Sonnenpeter. Ein Drama in vier Aufzügen. Verlag für Literatur, Kunst und Musik, Leipzig 1906 OCLC 698991909
- Mummenschanz des Todes. Heller, Wien 1909 (Gedichte). OCLC 1067127909
- Die Gezeiten der Seele. Erdgeist-Verlag, Leipzig 1912 (Gedichte). DNB 362487898
- Spiele. Drei Einakter., Meister, Heidelberg 1914. DNB 361440405
- Mutter. Ein Requiem. Wiener graphische Werkstätte, Wien / Leipzig / Zürich 1918. DNB 573248893
- Das Vöglein Süzelin. Amalthea-Verlag, Zürich / Leipzig / Wien 1918 (Gedichte). DNB 36248791X
- Urians Lendenschmuck. Ein Fastnachtspiel in fünf Aufzügen. Amalthea-Verlag, Zürich / Leipzig / Wien 1918 DNB 573579776
- Sonette an einen Knaben. Strache, Wien / Prag / Leipzig 1920. DNB 573248907
- Karfunkel. Neue Balladen und Schwänke. Ilf-Verlag, Leipzig / Wien / Zürich 1920. DNB 573579768
- Dithyrambischer Herbst. Tillgner, Potsdam 1920 (Gedichte). DNB 362487901
- Renatos Gesang. Ein Buch der Einsamkeit. P. Stern, Wien 1921 (Gedichte). DNB 573579741
- Pavor nocturnus. Fünf Einakter. Verlag d. Wiener Graph. Werkstätte, Wien 1921. DNB 361440391
- Ergebnisse. Verlag d. Wiener Graph. Werkstätte, Wien 1921 (Aphorismen). DNB 361440375; Neudruck: "Ergebnisse", Aphorismen. Mit einem Nachwort von Klaus Hansen, 1995
- Die Streiche des Herrn Sassaparilla. Verlag d. Wiener Graphischen Werkstätte, Leipzig / Wien 1922 (Epos).DNB 579470245
- Der Teufel von Wien. Mit Illustrationen von Franz Warik, 2. Auflage. Clauß, Leipzig 1922 (Gedichte). OCLC 698991954
- Narziss und Foningtunso. Tragikomödie in vier Akten (sechs Bildern). S. Fischer, Berlin 1926, OCLC 34882082
- Tröstliche Kantate. Krystall-Verlag, Wien 1928 (Gedichte). DNB 361440383
- Ausgewählte Gedichte. Lichtenstein, Weimar 1931. DNB 57357975X
- Gebet um Lieder. Gedichte. Darmstädter Verlag, Darmstadt 1935. DNB 573579733
- Die brennende Blume. Gedichte. Krystall-Verlag, Wien 1937. DNB 573579725
- Sonette an einen Knaben. und andere Gedichte, verbunden mit einer Lebensdarstellung, herausgegeben von Volker Bühn (2013), ISBN 978-3-86300-064-6
- Reseda. Novelle und andere Prosa, herausgegeben von Volker Bühn (2013), ISBN 978-3-86300-065-3
- Es gibt Zeiten, die Anachronismen sind. Aphorismen, Fabeln, Essays., herausgegeben von Volker Bühn und Friedemann Spicker, Bochum : Brockmeyer Verlag, Mai 2016, ISBN 978-3-8196-1023-3